# Muchammad Imomalijewitsch Sultonow
Muchammad Imomalijewitsch Sultonow (russisch Мухаммад Имомалиевич Султонов; * 22. Dezember 1992 in Jowon, Tadschikistan) ist ein russischer Fußballspieler.

## Karriere
Sultonow begann seine Karriere bei ZSKA Moskau. Im Februar 2012 wechselte er zur drittklassigen Reserve von Lokomotive Moskau. Bis zum Ende der Saison 2011/12 kam er zu neun Einsätzen in der Perwenstwo PFL. In der Saison 2012/13 absolvierte er alle 26 Drittligapartien, in denen er zehnmal traf. In der Saison 2013/14 kam er bis zur Winterpause zu 20 Einsätzen in der PFL. Im Januar 2014 schloss er sich dem Zweitligisten Spartak Naltschik an. Dort debütierte er im März 2014 in der Perwenstwo FNL. Bis Saisonende spielte er zwölfmal in der FNL, aus der sich der Klub nach Saisonende aber zurückzog.
Sultonow blieb allerdings in der Liga und schloss sich zur Saison 2014/15 dem FK Tosno an. Für Tosno kam er zu 31 Zweitligaeinsätzen. Zur Saison 2015/16 wechselte der Flügelstürmer zum Ligakonkurrenten Schinnik Jaroslawl. Für Schinnik kam er in den Saisonen 2015/16 und 2016/17 zu jeweils 34 Einsätzen in der FNL. Zur Saison 2017/18 zog der Offensivspieler weiter innerhalb der Liga zu Rotor Wolgograd. In seiner ersten Spielzeit in Wolgograd kam er zu 36 Einsätzen, in denen er sechsmal traf. In der Saison 2018/19 absolvierte er 15 Partien. In der Saison 2019/20 erzielte er bis zum COVID-bedingten Saisonabbruch neun Tore in 26 Einsätzen, mit Rotor stieg er in die Premjer-Liga auf.
Anschließend debütierte er im August 2020 gegen Zenit St. Petersburg im Oberhaus. Nach fünf Einsätzen in der höchsten Spielklasse wechselte Sultonow im September 2020 zum Zweitligisten FK Nischni Nowgorod. Für Nischni Nowgorod kam er zu 30 Zweitligaeinsätzen, in denen er sieben Tore machte. Auch mit dem FKNN stieg er zu Saisonende in die Premjer-Liga auf. Den Aufstieg machte er aber nicht mit, zur Saison 2021/22 wechselte er zum Zweitligisten Torpedo Moskau. Für den Hauptstadtklub erzielte er 15 Tore in 30 Zweitligapartien, auch mit Torpedo stieg er in die Premjer-Liga auf. Für Torpedo kam er im Oberhaus neunmal zum Einsatz, ehe sein Vertrag im Januar 2023 aufgelöst wurde. Daraufhin wechselte er zu Zweitligist Rodina Moskau.